# Niels Vinggaard (politiker)
Niels Vinggaard var en dansk politiker, der var borgmester i Søndersø Kommune fra 1. januar 1971 til 31. december 1974, valgt for Venstre.
Niels Vinggard var landmand i Søndersø.